# サクサク (食品)

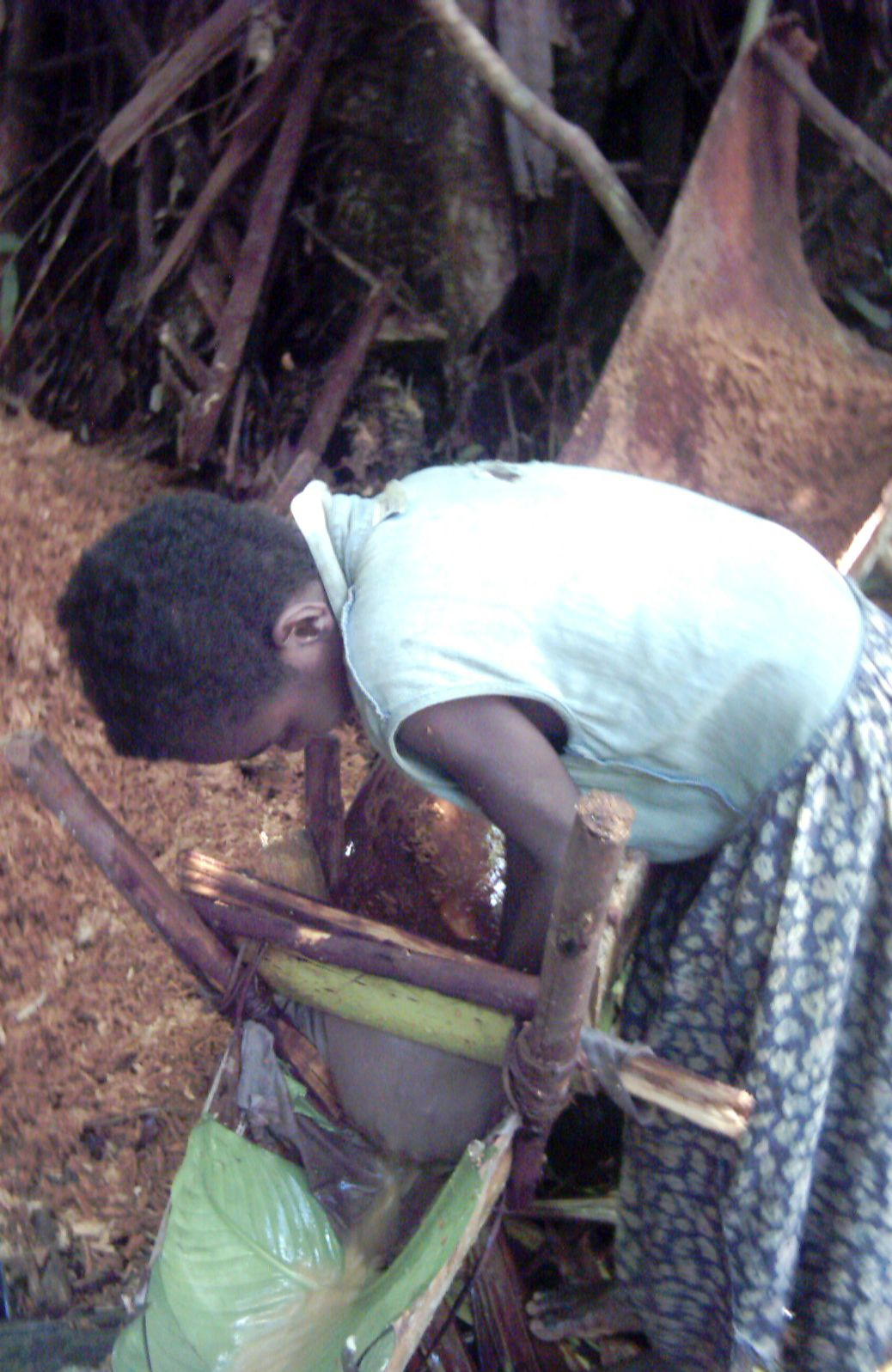
樹皮の上に沈殿したサクサクを集める（東セピック州）

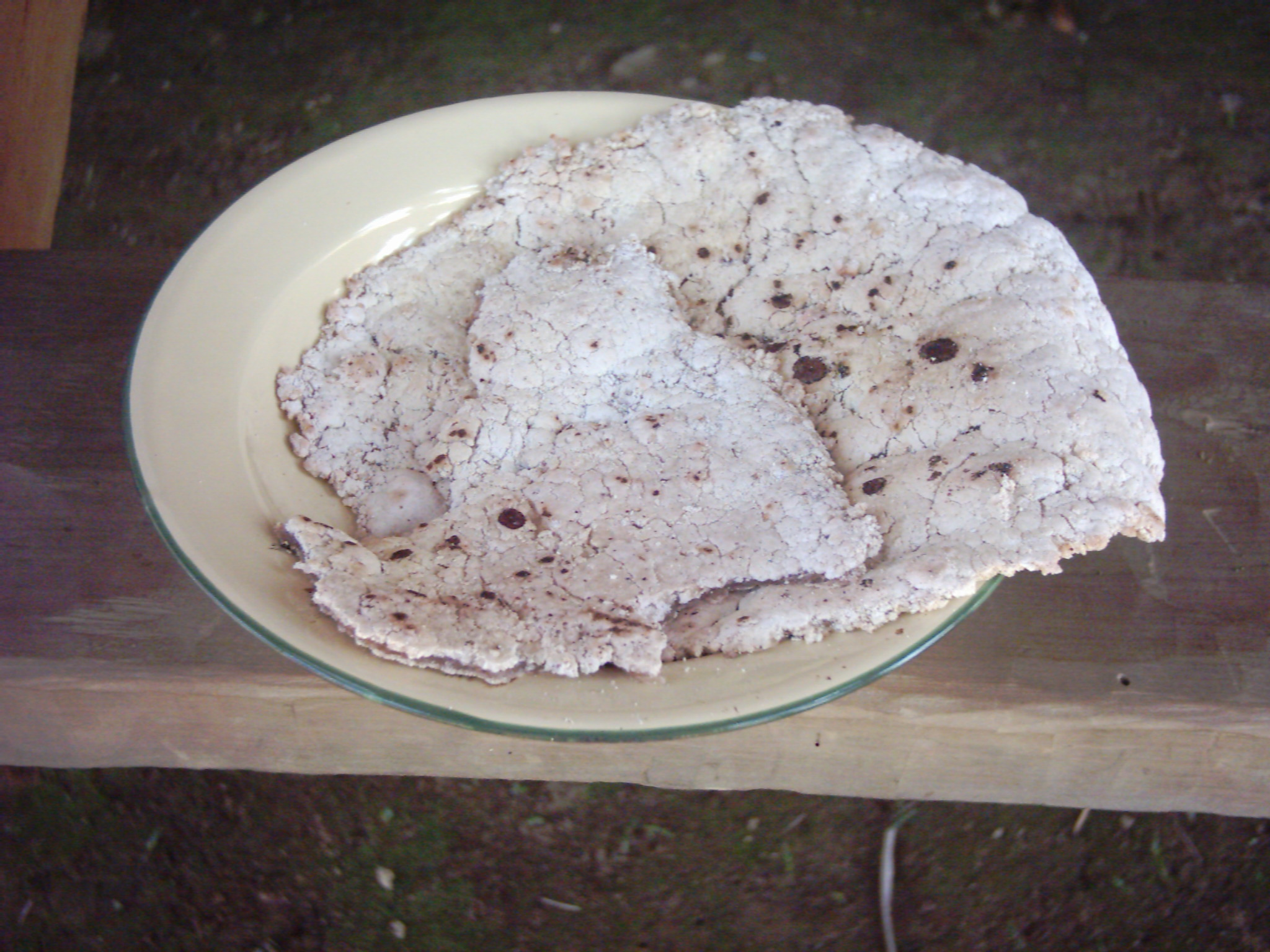
サクサクを焼いたパンケーキ（西セピック州）

サクサク（セピク語 saksak）はパプアニューギニアの低地地方（セピック地方など）で主食とされるサゴヤシの澱粉。サゴヤシの幹を砕いて水で分離採取し、干して保存する。食べる際には、水に溶いて、餅状にして蒸し焼きにするか、薄焼きにして、もしくは素材として別の食材とあわせて調理して食される。

## サゴパール
[掲載キャッサバの芋から取るデンプンのタピオカを加工して作られる球状のタピオカパールと同様に、サゴからもサゴパール（サゴ米（べい）、玉（たま）サゴなどとも呼ばれた。西國米（シイコビイ）俗にさんごべい珊瑚米とも呼ばれ、スープの具にもされた。）が作られる。サゴから作ったパールの方がタピオカパールよりもずっと歴史が長く、東南アジアからヨーロッパ、中国、台湾、琉球王国などにも輸出され、中華圏では「沙穀米」や「西穀米」、琉球では「セーカクビー」などと称された。山人高濂が1591年に著した『遵生八牋』巻十一にも沙穀米粥の調理法について記載がある。現代の広東料理では、サゴパール（西米サイマイ）を煮て柔らかくし、ココナッツミルクやザボンの果肉マンゴープリンなどと組み合わせて、各種のデザートが作られている。またベトナム料理でもココナッツミルクや煮たサツマイモやフルーツ等と組み合わせてデザートや飲み物が作られている。

## 概要
サゴヤシを切り倒し、樹皮をきれいに剥いで、幹をつるはし状の器具で叩いて徐々に細かく砕き、水と混ぜ合わせて繊維質の部分を除き、樹皮でつくった樋の上で澱粉を沈殿分離させて得る。
インドネシア語ではサグ（sagu）と称し、英語はこれに由来してsago starchと称するが、インドネシアでも同様の方法、あるいは機械化された方法で澱粉が製造されている。タイル状に干して売られることもあり、また粒状のサゴパールに加工されたりする。
日本人にとっては、独特の臭みがあり、「食べにくい」食材という評価もある一方、そのままでなく他の食材と調理することで「おいしく」頂ける、という評価もある。
純粋な澱粉には風味はないため、水洗いの回数を増やすと臭みは減る。日本人の評価はともかく、現地では一般的で重要な食材である。

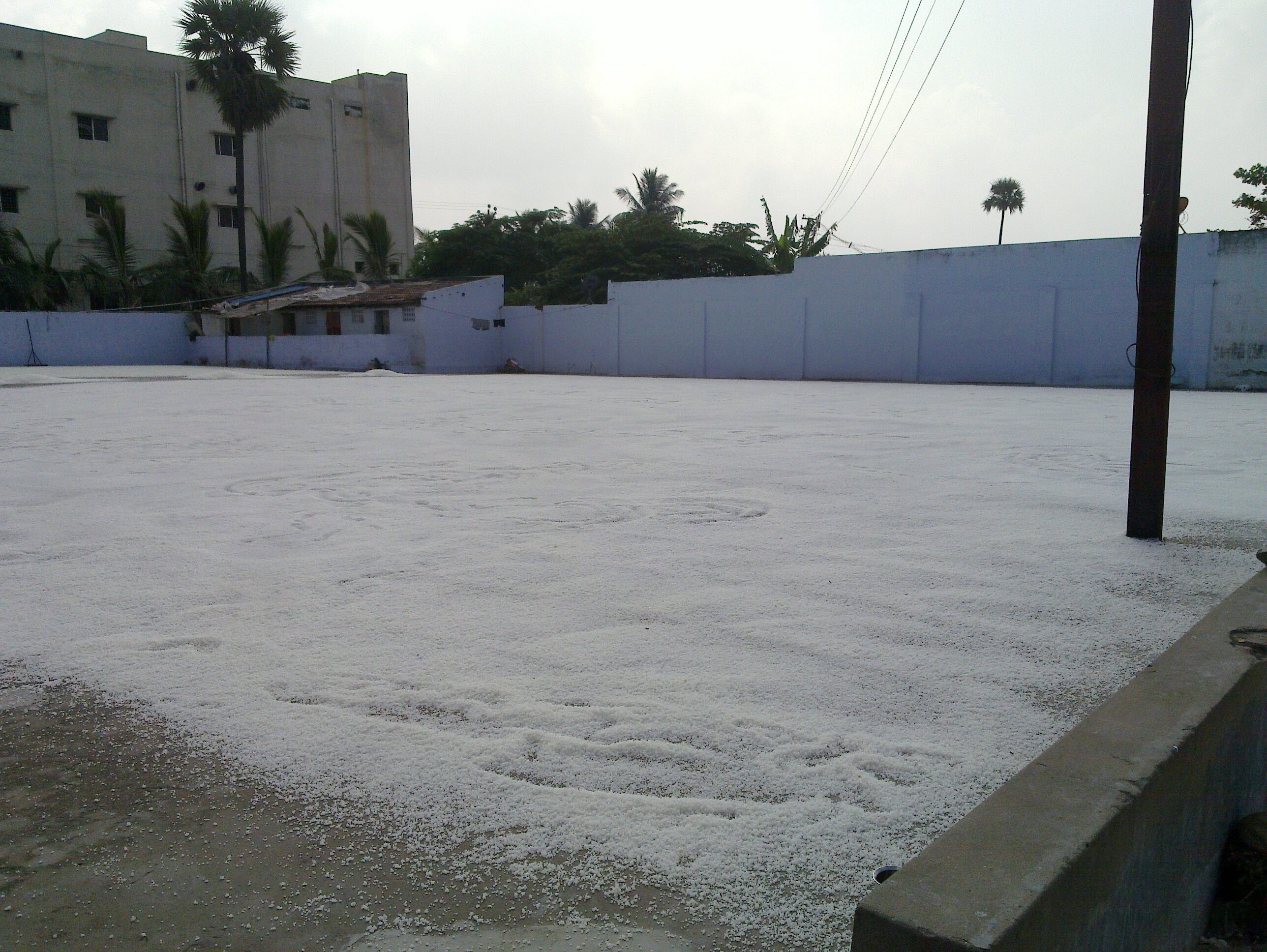
インドのサゴパール工場
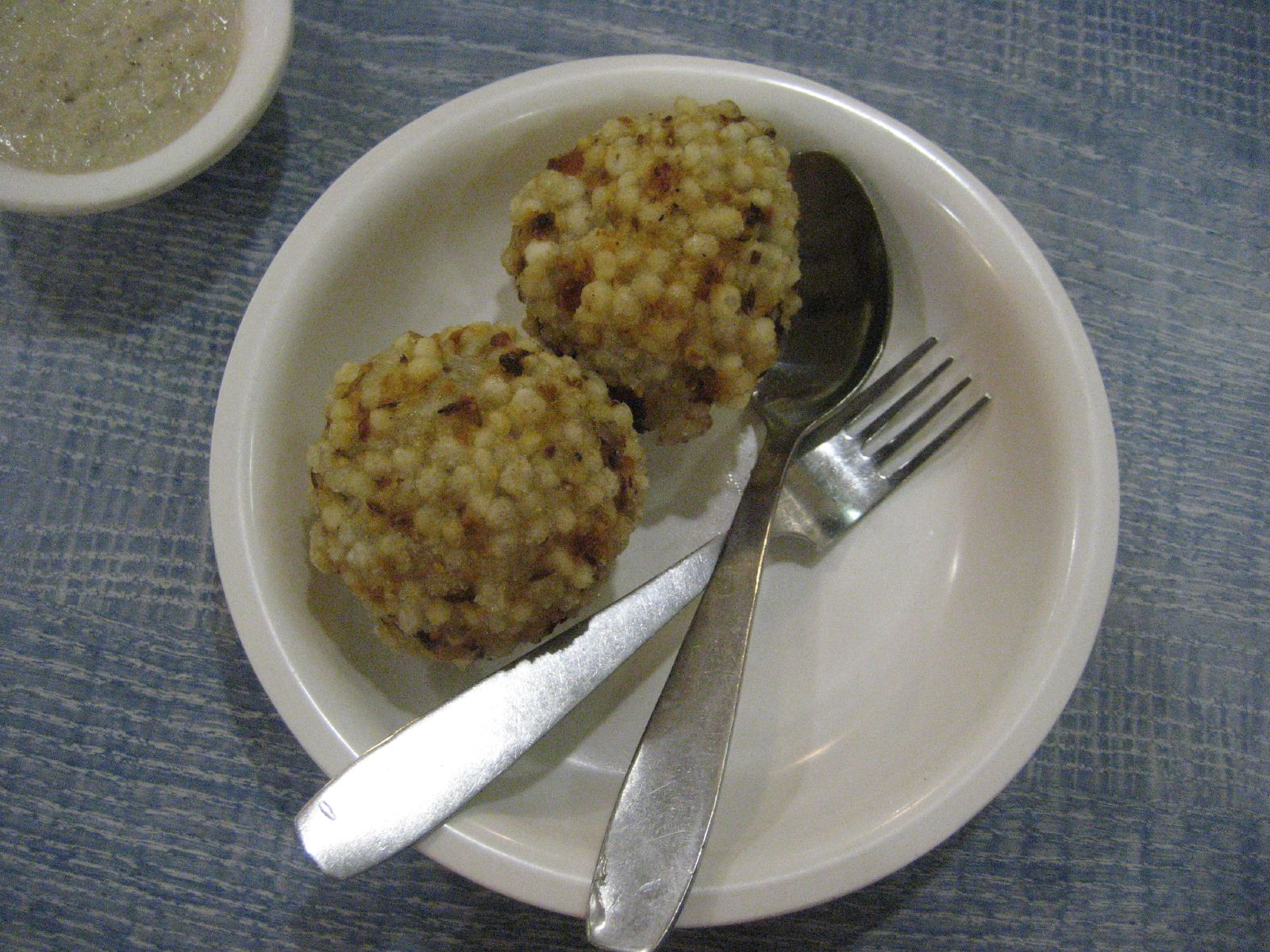
インドのサブダナ・ヴァダ（サゴパールから作られる揚げ物）
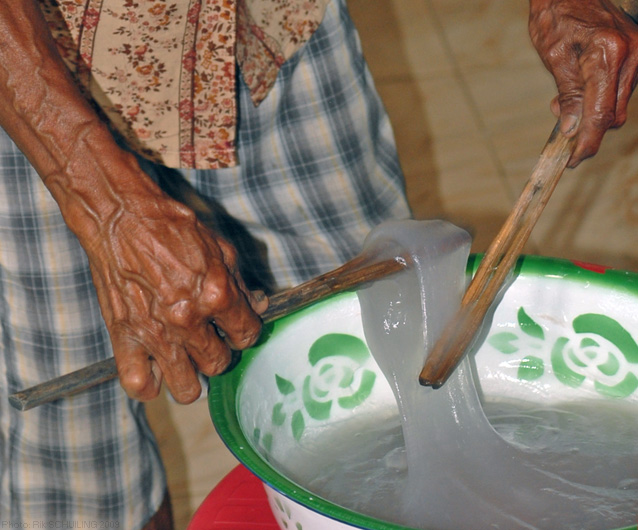
サゴでん粉から作る食品、パペダ。マルク州やパプア州で食べられる
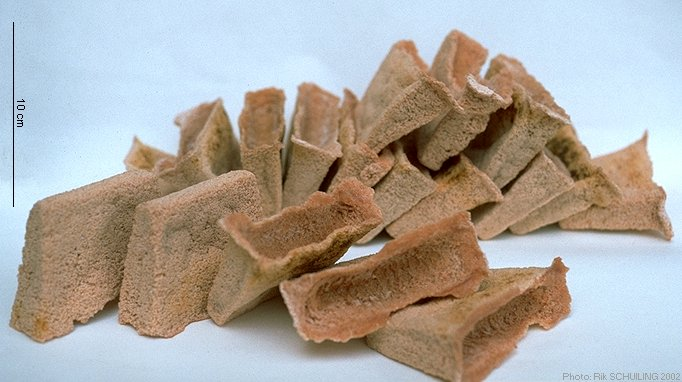
マルク州の食品サグ・ルンプン。よく乾燥させるため長期間保存できる

## 調理方法
そのまま焼いたり蒸したりして食する以外に、別の食材とあわせて調理する、以下のような料理がある。
- ラビア イアラ

お湯の中でバナナペーストと混ぜ合わせ、冷まして固める。中央州の料理。
- ナングー

魚などと一緒に煮る。セピック地方の料理。
- パペダ

インドネシアのパプア州で食べられる糊状の料理。

## その他
第二次世界大戦当時、連合軍の包囲により孤立した旧日本軍の兵士は、補給を絶たれたものの、この食材で持ちこたえたという話が伝わっている。